# 克溫厄半島
71°10′S 61°10′W / 71.167°S 61.167°W
克溫厄半島是南極洲的半島，位於帕爾默地東岸，美國地質調查局在1974年把該半島繪入地圖，以卑爾根大學的挪威氣象學家命名。